# T36
T36 es una clasificación de deporte adaptado para atletas discapacitados. Incluye a aquellos atletas que sufren de deterioro en su coordinación tales como hipertonía, ataxia y atetosis, también se incluye la parálisis cerebral. Esta categoría compite en los Juegos Paralímpicos.
La clasificación fue creada por el Comité Paralímpico Internacional y tiene sus raíces en un intento de 2003 de abordar "el objetivo general de apoyar y coordinar el desarrollo continuo de sistemas de clasificación centrados en el deporte precisos, confiables, consistentes y creíbles y su implementación".